# Kathrin Klaas
Kathrin Klaas (* 6. Februar 1984 in Haiger, Hessen) ist eine ehemalige deutsche Leichtathletin, die auf den Hammerwurf spezialisiert war.

## Berufsweg
Klaas ist Polizeihauptkommissarin und studierte an der Verwaltungsfachhochschule Hessen im Fachbereich Polizei und war Mitglied der Sportfördergruppe der Hessischen Polizei.

## Sportliche Laufbahn
2003 wurde Klaas Deutsche A-Jugend-Meisterin und 2006 Deutsche Juniorenmeisterin. 2005 wurde sie Dritte bei den Deutschen Meisterschaften und 2007 Zweite.
Bei den Leichtathletik-Europameisterschaften 2006 in Göteborg belegte sie den sechsten Platz. Am 19. Mai 2007 verbesserte sie in Halle ihren persönlichen Rekord auf 73,45 m, scheiterte dann aber bei den Weltmeisterschaften in Ōsaka in der Qualifikation. 2008 qualifizierte sie sich für die Olympischen Spiele in Peking, schied jedoch in der Qualifikation mit 67,54 m aus und belegte Rang 24. Bei den Weltmeisterschaften 2009 in Berlin lag sie mit persönlicher Bestleistung von 74,23 m bis zum fünften Versuch auf dem Bronzerang, wurde dann aber noch von Martina Hrašnová vom dritten Platz verdrängt.
Klaas startete stark in die Saison 2010 und steigerte ihre eigene Bestmarke am Ende des Wintertrainingslagers in Pretoria auf 74,53 m, Mitte Mai in Halle landete ihr Wurfgerät bei 72,52 m, beim Hammerwurf-Meeting in Fränkisch-Crumbach ließ sie 72,76 m folgen. Bei den Europameisterschaften kam sie auf Platz 15.
2012 kam Klaas bei den Europameisterschaften in Helsinki als beste Deutsche auf den 4. Platz. Bei den Olympischen Spielen in London steigerte sie in einem hochklassigen Wettbewerb ihre persönliche Bestweite auf 76,05 m und belegte am Ende Rang vier (damals fünfte, durch Disqualifikation einer Doperin rückte sie vor).
2014 wurde Klaas Deutsche Meisterin, im Jahr darauf Deutsche Vizemeisterin.
2016 war sie erneut Deutsche Vizemeisterin. Bei den Olympischen Spielen in Rio de Janeiro schied Klaas in der Vorrunde aus und belegte den 18. Platz.
2017 kam Klaas beim Winterwurf-Europacup im spanischen Las Palmas mit 71,06 m auf den 2. Platz und hatte mit dieser Weite auch die Norm für die Weltmeisterschaften in London erfüllt. Im nordfranzösischen Lille wurde sie Team-Europameisterin, beim Hammerwurf belegte sie den 8. Platz. Bei den Deutschen Meisterschaften holte sie sich den Titel der Deutschen Vizemeisterin.
2018 wurde Klaas in Nürnberg Deutsche Meisterin und kam bei den Europameisterschaften in Berlin mit Saisonbestleistung von 71,50 m auf den 7. Platz.
Mit der Saison 2018 beendete Klaas ihre sportliche Karriere.
Klaas gehörte dem B-Kader des Deutschen Leichtathletik-Verbandes (DLV) und seit der Leistungssportreform 2017/18 dem Perspektivkader an. Seit 2005 hatte sie in jeder Saison die 70-Meter-Marke übertroffen. Viele Jahre war sie die Zweitplatzierte hinter Betty Heidler.

## Vereinszugehörigkeiten
2003 wechselte sie vom TV 1885 Haiger zur LG Eintracht Frankfurt, um beim damaligen Bundestrainer Michael Deyhle zu trainieren. 2013 wechselte sie in die Trainingsgruppe von Helge Zöllkau.

## Leistungsentwicklung

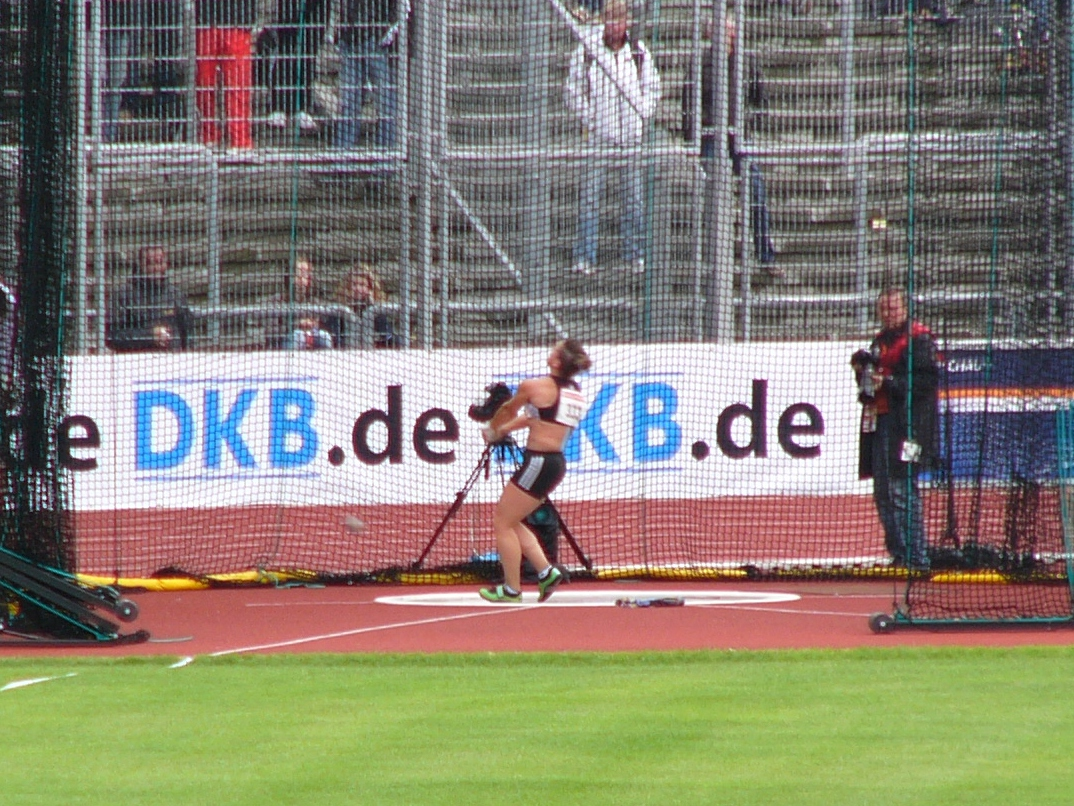
Kathrin Klaas bei den Deutschen Meisterschaften 2011

(Stand: 14. August 2018 – 4-kg-Hammer -)
| 2001 | 50,10 m    |
| 2002 | 57,74 m    |
| 2003 | 63,72 m    |
| 2004 | 68,01 m    |
| 2005 | 70,91 m    |
| 2006 | 71,67 m    |
| 2007 | 73,45 m    |
| 2008 | 70,39 m    |
| 2009 | 74,23 m    |
| 2010 | 74,53 m    |
| 2011 | 75,48 m    |
| 2012 | 76,05 m PB |
| 2013 | 72,57 m    |
| 2014 | 74,62 m    |
| 2015 | 73,18 m    |
| 2016 | 71,78 m    |
| 2017 | 71,06 m    |
| 2018 | 71,50 m    |